# Orquestra Sinfónica da Galiza
A Orquestra Sinfónica da Galiza (OSG) (em galego:  Orquestra Sinfónica de Galicia) é uma orquestra sinfónica galega considerada uma das mais prestigiadas de Espanha. Foi fundada em 1992 pelo Concelho da Corunha, e possui sua sede situada no Palácio da Ópera da Corunha.

## História e características

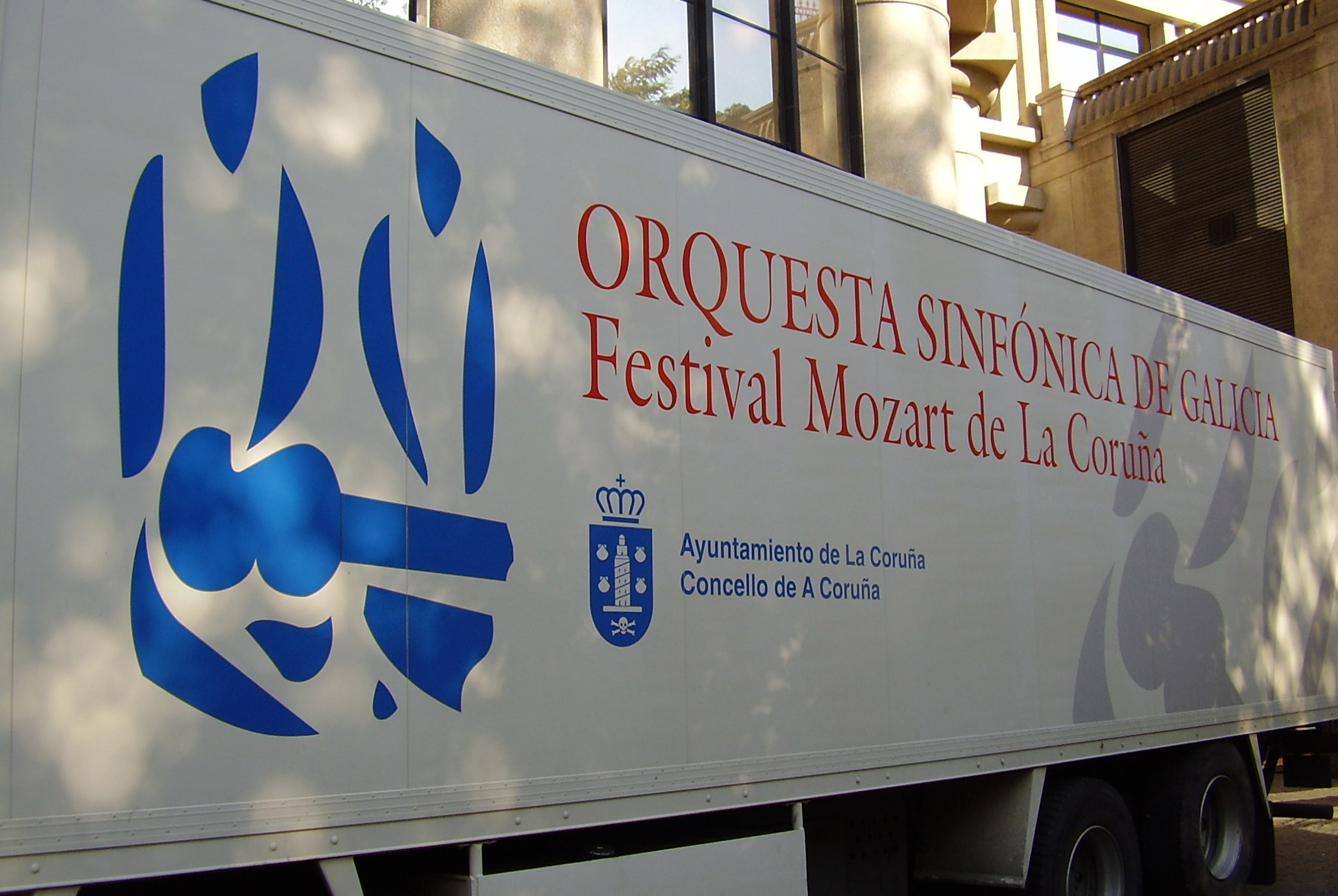
Camião da Orquestra Sinfónica da Galiza na Corunha.

A Orquestra Sinfónica da Galiza surgiu por iniciativa do então prefeito da Corunha, Francisco Vázquez Vázquez, após a sua visita à cidade estado-unidense de Baltimore no ano em que a Orquestra Sinfónica de Baltimore celebrava o seu quinquagésimo aniversário, surgindo assim a ideia de criar uma grande orquestra, seguindo o modelo de outras cidades europeias para fazer da Corunha uma referência musical. O primeiro passo na criação da orquestra foi a construção da sua sede actual, o Palácio da Ópera da Corunha, e em 1992 a orquestra deu o seu primeiro concerto no Palácio da Ópera com a presença no palco, das autoridades, do prefeito corunhês e do então presidente da Junta da Galiza, Manuel Fraga Iribarne.
Víctor Pablo Pérez tornou-se o primeiro maestro titular da Orquestra Sinfónica da Galiza em 1993, mas após diversos problemas surgidos na instituição, houve uma mudança de maestro, depois de menos de um ano de sua criação. O maestro burgalês esteve à frente da orquestra até a temporada de 2012-13. A Orquestra Sinfónica da Galiza foi a orquestra residente do Festival Rossini de Pésaro desde 2003 até 2005 e do Festival Mozart da Corunha em 1998.
A Orquestra Sinfónica da Galiza realizou várias digressões na Alemanha, Áustria, e na Espanha. Em 2007 realizou a sua primeira digressão na América do Sul, principalmente no Brasil, Chile, Argentina e Uruguai, e em 2009 apresentou-se no famoso Musikverein de Viena.
A Orquestra Sinfónica da Galiza participou de editoras discográficas como EMI, Koch, Naïve, BMG e Arts, onde figuram nomes como os de Peter Maag, Antônio Meneses, Manuel Barrueco (indicado ao Prémio Grammy em 2007 por melhor performance instrumental de solista de música clássica, com orquestra), María Bayo, Plácido Domingo, Juan Pons, Ewa Podles, entre outros.
Em 2013 a Orquestra Sinfónica da Galiza entrou no catálogo filatélico alemão Deutsche Grammophon com a gravação da zarzuela Cádiz de Federico Chueca e Joaquín Valverde, sob a orientação de Víctor Pablo Pérez.
Desde a temporada de 2013-14, o maestro russo Dima Slobodeniouk ocupa o cargo de director musical da orquestra corunhesa.
A Orquestra Sinfónica da Galiza fundou o Coro da OSG, a Orquestra de Câmara, a Orquestra Nova, a Escola de Prática Orquestral, os Meninos Cantores e o Coro Novo da Orquestra Sinfónica da Galiza.

## Maestros
- Víctor Pablo Pérez (1993-2013)
- Dima Slobodeniouk (2013-actualidade)

O principal maestro convidado da orquestra é Jesús López Cobos, galardoado com Prémios Princesa das Astúrias na categoria das artes, participando da Orquestra Sinfónica da Galiza desde o ano de 2000.

## Estreias
| Temporada | Data                    | Compositor             | Composição                    | Maestro                 |
| --------- | ----------------------- | ---------------------- | ----------------------------- | ----------------------- |
| 2007–08   | 11 de janeiro de 2008   | Wladimir Rosinskij     | Cello Concerto                | Tuomas Ollila           |
|           | 4 de abril de 2008      | Joam Trillo            | Festa na lembrança            | Rubén Gimeno            |
| 2008–09   | 13 de março de 2009     | Sergio Moure de Oteyza | Admonitum                     | Víctor Pablo Pérez      |
|           | 17 de abril de 2009     | Eduardo Soutullo       | They Hear no Answering Strain | Josep Pons              |
|           | 24 de abril de 2009     | Antoni Ernest Sebastià | Angelus Novus                 | José Ramón Encinar      |
| 2009–10   | 13 de novembro de 2009  | Fernando Alonso        | Suite latinoamericana         | Miguel Harth-Bedoya     |
|           | 19 de fevereiro de 2010 | Juan Vara              | Noche más allá de la noche    | Pablo González Bernardo |
|           | 23 de abril de 2010     | Tomás Marco            | Symphony No. 9 'Thalassa'     | Víctor Pablo Pérez      |
| 2010–11   | 11 de fevereiro de 2011 | Fernando Buide         | Antiphones                    | Pietari Inkinen         |
|           | 18 de junho de 2011     | Octavio Vázquez        | Ewiges blaues licht           | Víctor Pablo Pérez      |
| 2011–12   | 5 de novembro de 2011   | Fernando Alonso        | Diálogos en la penumbra       | Pietro Rizzo            |
|           | 11 de novembro de 2011  | David Vayo             | Wellspring                    | Michal Nesterowicz      |
|           | 18 de novembro de 2011  | Fernando Buide         | Lingua de escuma              | Miguel Harth-Bedoya     |
| 2012–13   | 19 de outubro de 2012   | Federico Mosquera      | Three Symphonic Movements     | Víctor Pablo Pérez      |
|           | 26 de outubro de 2012   | Eligio Vila            | Symphonic Meditations         | Guillermo García Calvo  |
|           | 5 de janeiro de 2013    | Wladimir Rosinskij     | Taimyr                        | Pietro Rizzo            |
|           | 1 de fevereiro de 2013  | Javier Martínez Campos | Cliffs of Moher               | Josep Pons              |

## Reconhecimentos
- Medalha de Ouro da Real Academia Galega de Belas Artes.[8]
- Prémio Cultura Galega de Música.[9]

## Financiamento
A Orquestra Sinfónica da Galiza é financiada principalmente com fundos públicos, sendo o investimento aproximado por parte do Concelho da Corunha, da Deputação da Corunha e da Junta da Galiza, com 70% do orçamento total da orquestra, enquanto os 30% restantes são aportados por patrocinadores privados.